# 咸安县 (隋朝)
咸安縣，隋代設置的縣。
梁置綏安縣，屬渠州，隋改為咸安縣，屬宕渠郡，至德二载，改為蓬山縣。